# Thomas Lehn

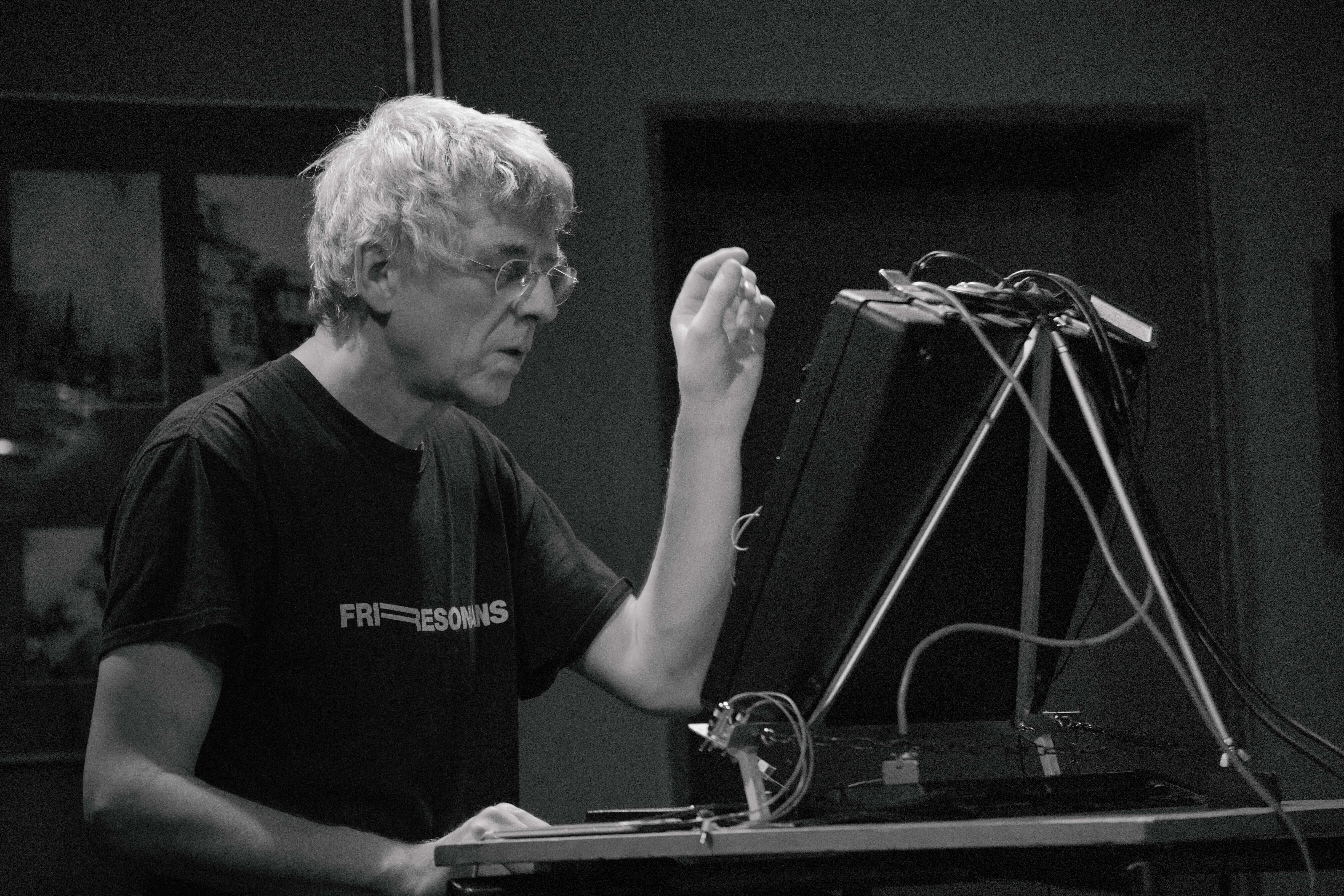
Thomas Lehn, 2024

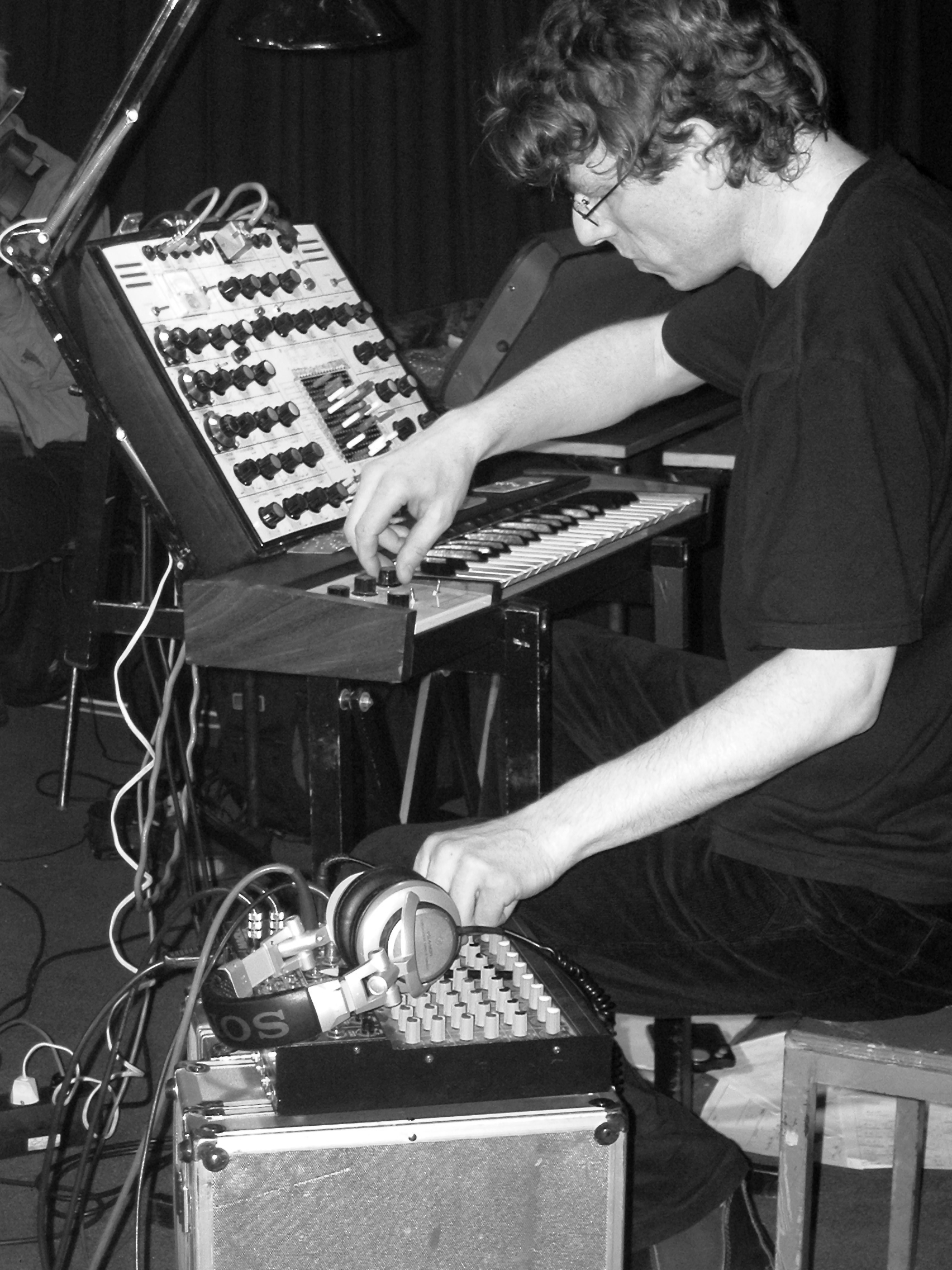
Konzert mit Futch, 2006 im Club W71, Weikersheim

Thomas Lehn (* 21. Mai 1958 in Fröndenberg/Ruhr) studierte Tonmeister an der Hochschule für Musik Detmold und von 1980 bis 1987 Klassik- und Jazz-Klavier an der Hochschule für Musik Köln.
Als Interpret der klassischen, zeitgenössischen und improvisierten Musik entwickelte er in der elektronischen Musik eine eigene Sprache. Er spielt Analog-Synthesizer, Mini-Moog-Synthesizer und Klavier, wobei er bei Improvisationen fast ausschließlich Analogsynthesizer der späten 1960er virtuos einsetzt. Am Piano arbeitete er in den 1980er Jahren unter anderem in Ensembles, die von Gunter Hampel, George Russell und Keith Tippett geleitet wurden. Heute ist er als Pianist Mitglied verschiedener Ensembles für Neue Musik und war an Performances von Maria de Alvear und Manos Tsangaris beteiligt.
Als Synthesizer-Spieler arbeitete er u. a. zusammen mit dem Multiple Joy(ce) Orchestra, Hannes Bauer, Martin Blume, John Butcher, Günter Christmann, Alexander Frangenheim, Wolfgang Fuchs, Mats Gustafsson, Gerry Hemingway, Erhard Hirt, Paul Lovens, Paul Lytton, Evan Parker, Radu Malfatti, Torsten Müller, Carl Ludwig Hübsch, Jon Rose, Keith Rowe, John Russell, Hans Schneider, Burkhard Stangl und Martin Theurer. Mit Tim Hodgkinson und Roger Turner bildet er seit mehr als zehn Jahren die Gruppe Konk Pack; mit Axel Dörner und Phil Minton ist er als Toot unterwegs. Mit  John Butcher und Matthew Shipp nahm er die Alben Tangle (2016) und The Clawed Stone (RogueArt, 2020) auf, mit Butcher und John Tilbury Lights (2023). Mit Ken Vandermark, Matthias Muche und Martin Blume bildet er das Free Jazz Quartett Soundbridges.
Thomas Lehn lebt seit 1980 in Köln.